# Distrikt Huachis
Der Distrikt Huachis liegt in der Provinz Huari in der Region Ancash in West-Peru. Der Distrikt wurde am 2. Januar 1857 gegründet. Er besitzt eine Fläche von 152 km². Beim Zensus 2017 wurden 3589 Einwohner gezählt. Im Jahr 1993 lag die Einwohnerzahl bei 4343, im Jahr 2007 bei 3758. Die Distriktverwaltung befindet sich in der 3268 m hoch gelegenen Ortschaft Huachis mit 1004 Einwohnern (Stand 2017). Huachis liegt 10 km südöstlich der Provinzhauptstadt Huari.

## Geographische Lage
Der Distrikt Huachis liegt im Südwesten der Provinz Huari. Die Flüsse Río Mosna und Río Puchca fließen entlang der westlichen und nordwestlichen Distriktgrenze in nördliche Richtung. Der Río Colca, rechter Nebenfluss des Río Puchca, fließt entlang der östlichen Distriktgrenze nach Norden. 
Der Distrikt Huachis grenzt im Süden und im Südwesten an den Distrikt San Marcos, im Westen an den Distrikt Huari, im Norden an die Distrikte Masin und Rahuapampa sowie im Osten an die Distrikte Pontó und San Pedro de Chaná.